# SEIBUプリンセス ラビッツ
SEIBUプリンセス ラビッツ（セイブ・プリンセスラビッツ 英表記: SEIBU PRINCESS RABBITS）は、日本の女子アイスホッケーチーム。SEIBUプリンス ラビッツの妹分として知られる。活動拠点は東京都西東京市東伏見。女子大会のみならずノンチェックリーグと呼ばれるリーグ戦で男子チームに混じって参戦している。
獲得した全国タイトルは計20回（全日本女子選手権12回・女子日本リーグ8回）である。

## 歴史
- 1974年 - 国土計画の女子アイスホッケーチーム、「国土計画女子アイスホッケークラブ」として発足。
- 1982年 - 第1回全日本女子アイスホッケー選手権大会に出場。
- 1984年 - 第3回全日本選手権で初優勝を果たす。以後優勝12回、準優勝15回。
- 1992年 - 国土計画が社名をコクドに変えたことに伴い、チーム名も「コクドレディース」となる。
- 2006年 - 運営会社がコクドからプリンスホテルに変更。男子のチームが「SEIBUプリンス ラビッツ」となったのに合わせ、「SEIBUプリンセス ラビッツ」となった。
- 2012年 - 第1回女子日本アイスホッケーリーグに参戦し、初代優勝チームとなる。以後、2019-20シーズンまで8連覇を果たす。

## 獲得タイトル
- 全日本女子アイスホッケー選手権大会 : 12回
1983-84、1985-86、1986-87、1988-89、1989-90、1992-93、2007-08、2008-09、2009-10、2011-2012、2015-2016、2017-2018
- 女子日本リーグ : 8回
2012-2013、2013-2014、2014-2015、2015-2016、2016-2017、2017-2018、2018-2019、2019-2020

## メンバー
2022-23シーズンメンバー
- 02 鈴木花歩 FW
- 03 曽我部美月 DF
- 04 大宮旨世 FW
- 05 山下栞 DF
- 06 宮崎愛子 DF
- 07 長岡真鈴　DF
- 08 宮崎千里 FW
- 09 中川鈴　DF
- 10 三浦桃佳 FW
- 11 山下光 FW
- 12 中根心美 FW
- 13 笹野文香 DF (海外でプレー)
- 14 床秦留可 FW (海外でプレー)
- 15 小山玲弥 FW
- 16 永野元佳乃 FW
- 17 曽我部夏紀　FW
- 18 鈴木璃音 FW
- 19 牛窪美里 DF
- 20 野村春菜　DF
- 21 水野舞花 FW
- 23 幡手柚咲 FW
- 24 関夏奈美　DF
- 26 江口とも FW キャプテン
- 27 太田こころ DF
- 30 加藤美音　GK
- 36 冨永ねね GK
- 29 床亜矢可 DF (海外でプレー)
- 70 小西あかね GK (海外でプレー)
- 77 小林姫公 GK

スタッフ
- 監督 瀬野尾綾子
- コーチ 大澤秀之
- コーチ 坂上太希
- プレイングコーチ 久保英恵
- トレーナー 西海大地
- トレーナー 池尻朋貴
- トレーナー 野田泰佑
- トレーナー 甲斐千尋
- ブランディング 森健城

補足
チームはプリンスホテルがスポンサーであるが、西武グループの社員・従業員だけではなく、学生や様々な職業を持ちながら選手として登録しており、練習は週に6日（氷上3日・陸トレ3日）、深夜の限られた時間だけしか行えない。